# Episodi di Laverne & Shirley (sesta stagione)
La sesta stagione della sit-com Laverne & Shirley  è stata trasmessa negli Stati Uniti dal 18 novembre 1980. In Italia questa stagione è trasmessa in prima visione su Canale 5.
| nº | Titolo originale            | Titolo italiano | Prima TV USA     | Prima TV Italia |
| -- | --------------------------- | --------------- | ---------------- | --------------- |
| 1  | Not Quite New York          |                 | 18 novembre 1980 |                 |
| 2  | Welcome to Burbank          |                 | 25 novembre 1980 |                 |
| 3  | Studio City                 |                 | 2 dicembre 1980  |                 |
| 4  | Grand Opening               |                 | 9 dicembre 1980  |                 |
| 5  | Candy is Dandy              |                 | 16 dicembre 1980 |                 |
| 6  | The Dating Game             |                 | 30 dicembre 1980 |                 |
| 7  | The Other Woman             |                 | 6 gennaio 1981   |                 |
| 8  | The Road to Burbank         |                 | 13 gennaio 1981  |                 |
| 9  | Born Too Late               |                 | 27 gennaio 1981  |                 |
| 10 | Love Out the Window         |                 | 3 febbraio 1981  |                 |
| 11 | Malibu Mansion              |                 | 10 febbraio 1981 |                 |
| 12 | To Tell the Truth           |                 | 17 febbraio 1981 |                 |
| 13 | I Do, I Do                  |                 | 24 febbraio 1981 |                 |
| 14 | But Seriously, Folks...     |                 | 3 marzo 1981     |                 |
| 15 | The Bardwell Caper (Part 1) |                 | 10 marzo 1981    |                 |
| 16 | The Bardwell Caper (Part 2) |                 | 17 marzo 1981    |                 |
| 17 | High Priced Dates           |                 | 7 aprile 1981    |                 |
| 18 | Fifth Anniversary           |                 | 14 aprile 1981   |                 |
| 19 | Out, Out Damned Plout       |                 | 5 maggio 1981    |                 |
| 20 | Laverne's Broken Leg        |                 | 12 maggio 1981   |                 |
| 21 | Sing, Sing, Sing            |                 | 19 maggio 1981   |                 |
| 22 | Child's Play                |                 | 26 maggio 1981   |                 |